# Dawson Springs
Dawson Springs és una població dels Estats Units a l'estat de Kentucky. Segons el cens del 2000 tenia 2.980 habitants.

## Demografia
Segons el cens del 2000, Dawson Springs tenia 2.980 habitants, 1.214 habitatges, i 801 famílies. La densitat de població era de 292 habitants/km².
Dels 1.214 habitatges en un 28,9% hi vivien nens de menys de 18 anys, en un 48,4% hi vivien parelles casades, en un 14,8% dones solteres, i en un 34% no eren unitats familiars. En el 31,2% dels habitatges hi vivien persones soles el 17,1% de les quals corresponia a persones de 65 anys o més que vivien soles. El nombre mitjà de persones vivint en cada habitatge era de 2,31 i el nombre mitjà de persones que vivien en cada família era de 2,9.
Per edats la població es repartia de la següent manera: un 23,1% tenia menys de 18 anys, un 8,4% entre 18 i 24, un 25,4% entre 25 i 44, un 21,1% de 45 a 60 i un 22% 65 anys o més.
L'edat mediana era de 40 anys. Per cada 100 dones de 18 o més anys hi havia 78,7 homes.
La renda mediana per habitatge era de 22.670 $ i la renda mediana per família de 27.872 $. Els homes tenien una renda mediana de 29.545 $ mentre que les dones 18.875 $. La renda per capita de la població era de 14.649 $. Entorn del 25,5% de les famílies i el 27,1% de la població estaven per davall del llindar de pobresa.

## Poblacions més properes
El següent diagrama mostra les poblacions més properes.